# Genotoxizität
Als Genotoxizität bezeichnet man die Wirkungen von chemischen Stoffen, die Änderungen im genetischen Material (Desoxyribonukleinsäure) von Zellen auslösen. Die verursachenden Stoffe bezeichnet man entsprechend als Genotoxine. Dieser Bezeichnung liegt eine rein experimentelle Betrachtungsweise zugrunde, wie Substanzen sich in Experimenten (in vitro) verhalten. Substanzen, welche dabei als genotoxisch positiv getestet wurden, müssen jedoch nicht zwingend mutagen oder karzinogen sein.
Die Bestimmung der Genotoxizität eines Stoffes ist Teil der Toxizitätsbestimmung eines Stoffes.
Im Rahmen der Arzneimittelentwicklung sind Pharmaunternehmen gefordert, eine Risikobewertung über das Vorkommen möglicherweise genotoxisch wirksamer Verunreinigungen im Arzneimittel vorzunehmen. Solche Verunreinigungen können aus der Synthese der Arzneistoffe stammen oder unter Umständen auch bei Weiterverarbeitung des Arzneistoffes entstehen. Die Risikobewertung ist der zuständigen Behörde mit dem Zulassungsantrag für ein Arzneimittel vorzulegen, bei bereits zugelassenen Arzneimitteln kann fallweise ebenfalls eine Risikobewertung erforderlich werden. Mit Ausnahme für Stoffe aus einigen wenigen als hochgradig karzinogen bekannten Stoffgruppen (N-Nitrosamine, Aflatoxine, Azoxyverbindungen) gilt allgemein die tägliche Zufuhr von maximal 1,5 Mikrogramm einer potentiell genotoxischen Verbindung als ein toxikologisch vertretbares Risiko. Dieser aus Tierversuchen abgeleitete Wert birgt das Risiko, dass einer von 100.000 behandelten Patienten im Laufe seines Lebens (unter Zugrundelegung einer Lebensdauer von 70 Jahren) zusätzlich an Krebs erkrankt. Wenn für eine als Verunreinigung auftretende Substanz spezifische pharmakologisch-toxikologische Daten bekannt sind, kann damit unter Umständen auch eine höhere Exposition gerechtfertigt werden. Die maximal erlaubte Menge solcher Substanzen, der sich der Patient täglich durch die Arzneimitteleinnahme aussetzt (zulässige tägliche Belastung; englisch: permitted daily exposure, PDE) ist dann auf Basis desjenigen Konzentrationslimits zu berechnen, bis zu dem im Tierversuch keine schädigende Wirkung erkennbar ist, dem sogenannten NOAEL (englisch: no observed adverse effect level).
Zur Erkennung und Quantifizierung mutagener Substanzen wird der Ames-Test verwendet.